# نیکو فان خاخلدونک
نیکو فان خاخلدونک (هلندی: Nico van Gageldonk; ۲۶ مهٔ ۱۹۱۳ – ۱۹ مهٔ ۱۹۹۵) دوچرخه‌سوار اهل هلند بود.